# Cymodusa aenigma
Cymodusa aenigma är en stekelart som beskrevs av Dbar 1985. Cymodusa aenigma ingår i släktet Cymodusa och familjen brokparasitsteklar. Inga underarter finns listade i Catalogue of Life.